# Пахиофииды
Пахиофииды (лат. Pachyophiidae) — семейство вымерших змей, живших во времена верхнемеловой эпохи (сеноманский век) на территории Европы и Ближнего Востока.
В 1923 году семейство было выделено Нопчей как под названием Pachyophidae, в 1999 году Ли с коллегами добавили в семейство ещё 2 рода и исправили название на Pachyophiidae.

## Классификация
По данным сайта Paleobiology Database, на май 2020 года в род включают 2—3 вымерших монотипических рода:
- Eupodophis Rage & Escuillié, 2001
  - Eupodophis descouensi Rage & Escuillié, 2000
- Mesophis Bolkay, 1925
  - Mesophis nopcsai Bolkay, 1925
- ? Pachyophis Nopcsa, 1923 (или в семействе мозазавроидей Dolichosauridae)
  -  ? Pachyophis woodwardi Nopcsa, 1923

Ещё 3 вымерших рода включались в семейство ранее:
- Haasiophis Tchernov et al., 2000 и Pachyrhachis Haas, 1979 перенесены в кладу Macrostomata
- Simoliophis Sauvage, 1880 перенесён в кладу Ophidia